# 洗马乡 (洪江市)
洗马乡，是中华人民共和国湖南省怀化市洪江市下辖的一个乡镇级行政单位。

## 行政区划
洗马乡下辖以下地区：
芽柳村、稠树脚村、岩背后村、洪家冲村、黄泥洞村、老树溪村、大塘村、三角溪村、古楼坪村、大泥村、中段村、花柳坪村、中和村、甘田冲村、徐家洞村和铁山溪村。